# Кровопокривач
Кровопокривач је  мајстор занатлија који је вршио покривање кућа од набоја са трском.

## О занату
Куће у прошлости направљене од земље, плеве, биле су покриване трском које је било довољно у нашим крајевима. Трска је слагана на дрвене греде. Добро послагана и сабијена стварала је кров. Такав кров није могао однети ветар, нити је пропуштао воду. Стручнаци за постављање крова били су кровопокривачи. Касније када се почео производити цреп прешло се на покривање црепом, и онда и са другим материјалима, кији су се производили индустријски. Кровопокривача трском сада више нема, али из прошлости још увек има кућа које су покриване трском.

### Процес покривања куће трском
Трска се секла зими, по леду, јер је тада стабло било суво, чврсто и бледо, знак да је трска зрела. Трска се секла ваговом, кратком косом за трску, а када се секла већа количина трске користила се тоља, већа алатка за сечење трске. Трска се тада везивала у снопове и тако довозила у село. Мајстори би је тада стављали и мање и тање снопље, секли је косирима, краћим српом, и покривали дрвену грађу куће. Покривање куће је текло тако што се сноп до снопа, везивао унакрсно, потом за дрвене лестве и све тако до врха где су се врхови с обе стране везивали и пошивали кров.
Осим трске за покривање кућа користио се и рогоз, ритска биљка, као и пруће раките, врстом врбе која се цепала уздуж и користила као дебели канап, који је имао особину да не труне од влаге.